# Janowice (powiat łowicki)
Janowice – wieś w Polsce położona w województwie łódzkim, w powiecie łowickim, w gminie Nieborów.
Wieś duchowna położona była w drugiej połowie XVI wieku w powiecie sochaczewskim ziemi sochaczewskiej województwa rawskiego. Była wsią klucza kompińskiego arcybiskupów gnieźnieńskich, od 1572 roku wieś kapituły kolegiaty łowickiej. W latach 1975–1998 miejscowość należała administracyjnie do województwa skierniewickiego.